# عامل داخلي

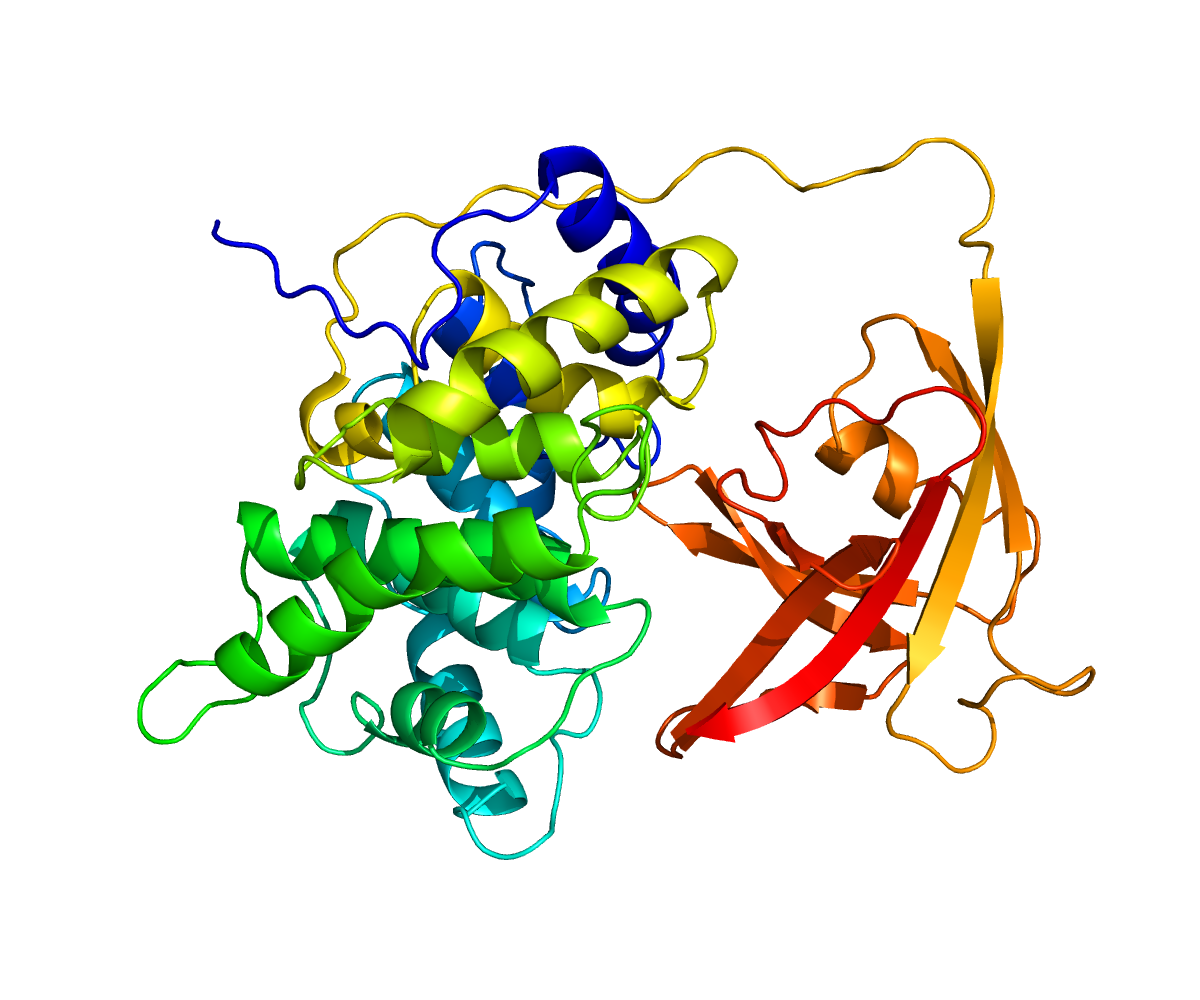
صورة للشكل الثلاثي الأبعاد للعامل الداخلي

العامل الداخلي (بالإنجليزية: Intrinsic factor)، ويعرف في بعض الأحيان بالعامل المعدي الداخلي، أو العامل الجوهري، هو عبارة عن بروتين سكري تنتجه الخلايا الجدارية في المعدة. هو عامل ضروري جدًا ومهم لامتصاص فيتامين بي12 في وقت لاحق في لفائفي الأمعاء. الهابتوكورين (ترانسكوبالامين الأول، عامل R) هو بروتين سكري اخر تفرزه الغدد اللعابية التي ترتبط بفيتامين بي12. فيتامين بي12 حساس للأحماض وفي ارتباط بالهابتوكورين يمكنه المرور بأمان عبر المعدة الحمضية إلى الاثنا عشر. في البيئة الأقل حمضية للأمعاء الدقيقة، تهضم إنزيمات البنكرياس حامل البروتين السكري ويمكن بعد ذلك ربط فيتامين بي12 بالعامل الداخلي. ثم يتم امتصاص هذا المركب الجديد من قبل الخلايا الظهارية (الخلايا المعوية) في اللفائفي. داخل الخلايا، تنتهي مهمة العامل الداخلي وينفصل عن فيتامين بي12، الذي بدوره يرتبط ببروتين آخر، ترانسكوبالامين الثاني؛ يمكن للمركب الجديد بعد ذلك الخروج من الخلايا الظهارية ليتم نقلها إلى الكبد.

## موقع الإفراز
تفرز المعدة العامل الداخلي، وبالتالي يوجد في العصارة المعدية وكذلك في الغشاء المخاطي للمعدة. الرقم الهيدروجيني الأمثل لعمله هو حوالي 7. لا يرتبط تركيزه بكمية حمض الهيدروكلوريك أو البيبسين في عصارة المعدة، على سبيل المثال، قد يكون العامل الداخلي موجودًا حتى عندما يكون البيبسين غائبًا إلى حد كبير. يختلف موقع تكوين العامل الداخلي باختلاف الأنواع. في الخنازير يتم الحصول عليه من بواب العفج وبداية الاثني عشر؛ في البشر يتواجد في بطانة المعدة وجسمها.
تحد الكمية المحدودة من العامل الداخلي الطبيعي في المعدة البشرية من الامتصاص الفعال الطبيعي لبي12 إلى حوالي 2 ميكروغرام لكل وجبة، وهو تناول كافٍ ومعادل لمدخول فيتامين بي12 اليومي.

## النقص
في فقر الدم الخبيث، والذي عادة ما يكون مرضا مناعيا ذاتيا، تؤدي الأجسام المضادة الذاتية الموجهة ضد العامل الداخلي أو الخلايا الجدارية نفسها إلى نقص العامل الداخلي، ضعف امتصاص فيتامين بي12، وفقر الدم الضخم الأرومات اللاحق. يمكن أن يتسبب التهاب المعدة الضموري أيضًا في نقص العامل الداخلي وفقر الدم من خلال تلف الخلايا الجدارية لجدار المعدة. يمكن أن يتداخل قصور البنكرياس مع التفكك الطبيعي لفيتامين بي12 عن بروتيناته الملزمة في الأمعاء الدقيقة، مما يمنع امتصاصه عبر مركب العامل الداخلي. عوامل الخطر الأخرى التي تساهم في فقر الدم الخبيث هي أي شيء يدمر أو يزيل جزءًا من الخلايا الجدارية للمعدة، بما في ذلك جراحة السمنة، أورام المعدة، قرحة المعدة والاستهلاك المفرط للكحول.
الطفرات في جين GIF مسؤولة عن مرض نادر يمكن توريثه يسمى نقص العامل الداخلي مما يؤدي إلى ضعف امتصاص فيتامين بي12.

### العلاج
في معظم البلدان، تستخدم الحقن العضلية من فيتامين بي12 لعلاج فقر الدم الخبيث. يتم امتصاص فيتامين بي12 الذي يتم تناوله عن طريق الفم بدون عامل داخلي، ولكن بمستويات تقل عن %1 مما لو كان العامل الداخلي موجودًا. لا توجد دراسات كافية عن ما أن الحبوب فعالة في تحسين الأعراض أو القضاء عليها مثل العلاج بالحقن.
يمكن أيضًا إعطاء فيتامين بي12 تحت اللسان، ولكن لا يوجد دليل على أن طريق الإعطاء هذا يتفوق على الطريق الفموي، وتصف كندا والسويد فقط هذا الطريق للإعطاء بشكل روتيني.